# 勃鞮
勃鞮（？—？），又名寺人披、履鞮，中国東周春秋时期晋国宦官（寺人）。

## 生平
前656年，晋献公對於兩位公子（重耳、夷吾）不辭而別感到生氣，疑其有陰謀，所以派遣蒲人之宦者勃鞮到蒲城命令公子重耳快點自殺，勃鞮一天就到了。但公子重耳翻牆，勃鞮追了上去並割断了公子重耳的袖子，公子重耳最終爬墙侥幸逃走。之後，公子重耳遂投奔翟。
前644年，晋惠公夷吾派勃鞮第二次追杀重耳，重耳没死，离开了北狄。前636年，晋文公重耳即位后，勃鞮見晉文公，晉文公開始不能原諒勃鞮，勃鞮以齊桓公和管仲之事說服了晉文公。後來，他告訴了晉文公有關呂省、郤芮謀反作亂之事（寺人披請見晉文公）。